# اقتصاد غرينادا
غرينادا لديها اقتصاد صغير مفتوح معتمد إلى حد كبير على السياحة. وعلى مدى العقدين الماضيين تحول الاقتصاد من اقتصاد معتمد على الزراعة إلى الخدمات المهيمنة، مع السياحة التي تستخدم لجلب عملة الأجنبية. محاصيل التصدير الرئيسية في البلاد هي التوابل جوزة الطيب وصولجان (غرينادا هي ثاني أكبر منتج في العالم لجوزة الطيب بعد إندونيسيا). وتشمل محاصيل أخرى لتصدير الكاكاو، والحمضيات، والموز، والقرنفل، والقرفة. الصناعات التحويلية في غرينادا تعمل في الغالب على نطاق صغير، بما في ذلك إنتاج العصائر والمشروبات وغيرها من المواد الغذائية، والمنسوجات، وتجميع المكونات الإلكترونية للتصدير .